# Klaus Peter Krause
Klaus Peter Krause (* 1. Dezember 1936 in Rostock) ist ein deutscher Volkswirt. Er war bis zu seinem Ruhestand verantwortlicher Wirtschaftsredakteur (Ressortleiter) der Frankfurter Allgemeinen Zeitung (FAZ) und Geschäftsführer der FAZit-Stiftung, der Mehrheitsgesellschafterin der FAZ und der Frankfurter Societäts-Druckerei. Krause ist stellvertretender Vorsitzender der Desiderius-Erasmus-Stiftung der Partei Alternative für Deutschland.

## Leben
Krause wuchs in Bützow und Neustrelitz auf, wo der Vater als Rechtsanwalt und Notar arbeitete. Auf der Flucht vor der Sowjetarmee kam er zunächst zu Verwandten nach Schwerin und dann (als die Briten Schwerin verließen) zu Verwandten nach Lübeck. Dort machte er 1957 Abitur am Katharineum zu Lübeck.
Von 1959 bis 1961 absolvierte er eine Kaufmännische Lehre in der Lübecker Brauerei (Lück Pils, Brauerei Heinrich Lück, Brauerei zur Walkmühle), bei der Familie Krause Miteigentümer und er als Vorstand vorgesehen war. Er nahm ein Studium der Volkswirtschaftslehre in Lübeck und Marburg auf, erlangte 1964 sein Diplom und promovierte zum Dr. rer. pol. bei Walter Hamm über das Thema „Wirkung landwirtschaftlicher Marktordnungen in der EWG. Dargestellt am Beispiel des deutschen Brauereimarktes“.
Auf das Angebot seines Doktorvaters, der Mitglied im Kuratorium der FAZ war, begann er 1966 als Redakteur in der Wirtschaftsredaktion der FAZ zu arbeiten. Ein Angebot seiner Familie, die Brauerei zu leiten, lehnte er ab.
Als Redakteur stritt er für eine liberale Wirtschaftsordnung und setzte „unabhängig von Lob und Tadel der Interessenverbände und Kollegen, marktwirtschaftliche Wegzeichen auch für die Agrarpolitik“ (wie es sein Kollege Dr. Kurt Reumann in einem Artikel zu Krause 80. Geburtstag formulierte). 1984 verfasste er für den Kronberger Kreis die Streitschrift Für eine neue Agrarpolitik, die, etwas erweitert, unter dem Titel Verordnete Verschwendung auch als Buch erschien. Häufiger Gegenüber im engagierten Disput war der damalige Präsident des Bauernverbandes, Constantin Heereman von Zuydtwyck. Krauses „unbeirrbare Prinzipienfestigkeit ist 2001 mit der Josef-Ertl-Medaille belohnt worden, einer Auszeichnung im Gedenken an den früheren Landwirtschaftsminister und FDP-Politiker Ertl, die damals zum ersten Mal verliehen wurde.“  „Ebenso unerschrocken focht Krause nach der Wiedervereinigung im Wirtschaftsteil, aber auch im politischen Teil der FAZ, für die Rückgabe enteigneten Eigentums in Mitteldeutschland.“
In einem Feuilleton-Aufmacher der FAZ bezeichnete er die Nicht-Rückgabe der Enteignungen von 1945 bis 1949 durch die Regierung Kohl und die dafür gegebene Begründung, dies sei eine Bedingung der Führung der Sowjetunion unter Michail Gorbatschow gewesen, mit Verweis auf ein Buch der Politologin Constanze Paffrath als „deutsches Watergate“.
Seit 1991 war Krause verantwortlich für die Wirtschaftsberichterstattung der FAZ. Im April 1994 übernahm er zusätzlich die Aufgabe des Geschäftsführers der FAZit-Stiftung.
Nach 35 Jahren ging Krause im Jahr 2001 als Redakteur und Ende 2003 auch als Geschäftsführer in den Ruhestand und ist weiter als Journalist, Publizist und Autor tätig. Es folgte eine schrittweise Orientierung hin zum äußeren rechten politische Rand. 
2010 war er Erstunterzeichner der „Aktion Linkstrend stoppen“.
Klaus Peter Krause ist Stammautor des Monatsmagazin Eigentümlich frei. Er ist ferner Autor der neurechten Wochenzeitung Junge Freiheit, des Autorenblogs Die Freie Welt und ist Beiratsmitglied von EUCheck.org. Außerdem ist er Autor des Ludwig von Mises Instituts Deutschland und Stiftungsratsmitglied der Förderstiftung Konservative Bildung und Forschung; ferner betreibt Krause einen eigenen Blog. Er war Mitglied im Vorstand des 2015 aufgelösten Bürgerkonvents. Krause leugnet den anthropogen verursachten Klimawandel und kritisiert einen angeblichen „politischen Missbrauch“ der Covid-19-Pandemie.
Krause ist seit 1966 verheiratet und hat zwei Söhne und eine Tochter.

## Schriften
- Wirkungen landwirtschaftlicher Marktordnungen in der EWG: Dargestellt am Beispiel der deutschen Braugerstenmarktes und der nachgelagerten Märkte für Malz und Bier – Philipps-Universität Marburg, Rechts- und staatswissenschaftliche Fakultät, Dissertation, 1966
- Das grosse Rohstoffmanöver: wie abhängig ist unsere Wirtschaft? – Societäts-Verlag, Frankfurt am Main, 1975
- Für eine neue Agrarordnung: Kurskorrektur für Europas Agrarpolitik – Frankfurter Institut für wirtschaftspolitische Forschung, 1984